# جورج بوديبراد
غيورغ/جيري بوديبراد (التشيكية:Jiří z Poděbrad؛ الألمانية:Georg von Podiebrad؛ 23 أبريل 1420 - 22 مارس 1471)، كان ملك بوهيميا منذ عام 1458، وفضلاً عن ذلك هو رئيس جماعة
هوسيون (حركة دينية)، ومن المعروف عنه أيضا بفكرته في إنشاء مؤسسة أوروبية مشتركة؛ بحيث ينظر إليها باعتبارها الرؤية التاريخية للوحدة الأوروبية.

## الحياة مبكرة
يعتبر جيري ابن فيكتور من مونستربيرغ أحد النبلاء البوهيميين وواحداً من القادة أوتراكويسية الفصيل أكثر اعتدالاً في هوسيون خلال حروب الهوسيين، عندما كان في الرابعة عشرة من العمر شارك جيري في معركة ليباني التي شهدت سقوط فصيل تابوريين الأكثر راديكالية.
في وقت مبكر من حياته اعتبر واحد من زعماء الهوسيون، بحيث استطاع إلحاق الهزيمة بقوات النمساوية بقيادة ألبرخت الثاني خليفة الملك سيغيسموند، سيصبح العضو البارز في حركة الهوسيين مع وفاة زعيمها هاينك بتاسك دي بيركستين في 1444.
ومع وفاة الملك ألبرخت وصعود ابنه لاديسلاف على العرش؛ انقسمت بوهيميا إلى طائفتين؛ طائفة تؤيد روما بقيادة أولديتش من روزنبرغ، وطائفة الهوسيين بقيادته.
وبعد محاولات للإصلاح بينهما، سعي جيري إلى استخدام القوة بحيث جهز قوة مسلحة في شمال شرق بوهيميا بحيث كانت الهوسيين هُناك قوية، وفي 1448 سار بجيش قوامه 9000 جندي من كوتنا هورا إلى براغ، بحيث حصل على حيازة العاصمة دون مقاومة تذكر.
على الرغم من اندلاع الحرب الأهلية إلا أن جيري استطاع هزيمة النبلاء الموالين لروما، وفي 1451 عهدت الوصاية الملك الصغير لاديسلاف إلى الإمبراطور فريدرخ الثالث، وكُلف جيري بإدارة بوهيميا، وفي العام نفسه اجتمع البرلمان ووافق على منح الإدارة له.

## الحكم
ومع ذلك استمر نضال الهوسيين ضد الموالون لروما بدون انقطاع، وأصبح موقفه صعبة مع تتويج لاديسلاف في 1453 والذي أعرب عن تعاطفه مع أنصار الرومان، على الرغم من أنه اعترف بالاتفاقات القديمة للامتيازات بوهيميا، وفي عام 1457 توفي الملك لاديسلاف فجأةً في براغ بحيث اتهم البعض بمحاولة جيري بتسميمه (إلا أن الأبحاث لاحقاً في 1985 أعطت سرطان الدم الحاد كسبب للوفاة).
في 27 فبراير 1458 تم انتخابه بالإجماع كـ ملك بوهيميا، حتى أن أتباع روما صوتوا له، بعضهم صوتوا له تكريماً لسياساته المعتدلة، والبعض الأخر احتراماً لشعور الشعبي الذي عارض انتخاب ملك أجنبي.
حاول جيري حكم بطريقة معتدلة على أساس كومباكتا براغ، بحيث حصل على ولاء بعض الكاثوليك، ومع ذلك كان عليه التعامل مع معارضة البابا بيوس الثاني، التي اعتبرت واحدة من أخطر العقبات التي واجهت حكم جيري، في 1462 أعلن بيوس الثاني كومباكتا باطلة ولاغية، بحيث تمنى جيري بالموافقة عليها، ومع ذلك رفض جيري الطلب البابا برفضه، ولكن سعى إلى محاولة كسب الرومان من خلال معاقبة الهوسيين الأكثر تطرفاً.

## رسالته للسلام
حاول جيري تأمين السلام مع روما باقتراح راديكالي، بحيث يعتبره البعض اقتراحاً قبل الاتحاد الأوروبي، ضمت المعاهدة جميع القوى المسيحية من المجر، بولندا، أراضي التاج البوهيمي، بافاريا، فرنسا، إيطاليا وأمرائها أعضاء مؤسسين، ولكن الآخرين وخاصة القوى الإسبانية انضمت في وقت لاحق، وستتعهد الدول الأعضاء بتسوية جميع الخلافات بطرق سلمية وحدها، وأيضا كان هناك برلمان مشترك، ومؤسسات مشتركة، قد صاغ جيري هذه الاقتراحات بـ مصطلحات المسيحية («أوروبا» لم تذكر بصراحة) كوسيلة لوقف الأتراك الذين فتحوا القسطنطينية في 1453، أرسل جيري ليو من روزميتال في جولة إلى قصور أوروبية من أجل تعزيز فكرة رسالة السلام، وأيضا أعرب جيري عن أمله في دخول المعاهدة حيز التنفيذ في 1464، بحيث كان يُنظر إليها بأنه من واحدة من الرؤى التاريخية للوحدة الأوروبية التي تنبت الاتحاد الأوروبي اليوم.
ومع ذلك لم يحدث هذا أبداً، بحيث أثبتت مساعي جيري لإحلال السلام مع روما عدم فعاليتها، وعلى الرغم من خطة بيوس الثاني للحملة الصليبية ضد بوهيميا التي ظلت غير نافذة أيضا، ومع وفاة بيوس الثاني في 1464، حاول جيري التفاوض مع خليفته بولس الثاني ومع ذلك اعتبره بولس أيضا خصمه.
وبذلك صنع أعداء جيري بين نبلاء الموالون لروما بحيث اجتمعوا في زيلينا هورا في 28 نوفمبر 1465 للتعبير عن شكاواهم وإبرام تحالف ضد الملك، هذا التحالف كان منذ البداية بدعم من البابا بولس الثاني، وفي 23 ديسمبر 1466 حرمان البابا جيري كنسياً وأيضا قام نزع عنه صفة ملك بوهيميا، وأيضا أحل جميع البوهيميين من الولاء لجيري، وأيضا انضم الإمبراطور فريدرخ الثالث وحليفه السابق ماتياس الأول ملك المجر إلى البوهيميين المتمردين مما أدى اشتعال الحرب، الملك ماتياس غزا الأجزاء كبيرة من مورافيا وتوج ملكاً من قبل الموالون للبابوية في كنيسة أولوموتس في 3 مايو 1469.
استطاع جيري الوصول إلى اتفاق مع الملك المجري في 1470 خلافاً لرغبات أتباعه، توفي جيري في 22 مارس من عام 1471، واختار أتباعه فلاديسلاف ابن ملك بولندا وحفيد ألبرخت الذي واصل في الكفاح ضد ماتياس، وأيضا استطاع في نهاية المطاف خلافته بعد وفاته في 1490 كـ ملك المجر.

## روابط خارجية
- جورج بوديبراد على موقع الموسوعة البريطانية (الإنجليزية)